# 幸町 (徳島市)
幸町（さいわいちょう）は、徳島県徳島市の町名。内町地区に属している。幸町1丁目から幸町3丁目までがある。郵便番号は〒770-0847。

## 統計
2025年1月。徳島市の調査より。
- 人口：404人
- 世帯数：247世帯

## 地理
徳島市の中心駅徳島駅の南東、内町地区（ひょうたん島）の南部に位置している。
西の富田橋通り（一部は通りの西まで広がる）と東の牟岐線に挟まれた南北に細長い町で、北から1～3丁目が並ぶ。北は道を挟んで寺島本町東と接し、南は新町川に面している。
1丁目は国道192号が東西に貫いており、オフィス街となっている。2丁目から3丁目北部にかけては、徳島市役所を中心に徳島市民活力開発センターや徳島税務署等の徳島市の公共施設が集中している。3丁目南部の新町川河岸は、中洲総合水産市場や住宅街である。
毎年お盆の阿波踊りの時期には徳島市役所前に「市役所前演舞場」が設営され、多くの観光客でにぎわう。

### 地形
- 河川：新町川

## 歴史
江戸時代は武家地で、現1丁目には稲田屋敷（徳島藩筆頭家老）、現2丁目と3丁目北部には賀島屋敷（徳島藩家老）があった。その南の3丁目の大半は、新町川の河道だった。
ただし現幸町公園付近の富田橋通り沿いには、助任新軒から移された魚屋が並ぶ町があった。のち（明治）の内魚町（うちうおまち）である。1675年ごろには魚ノ店または魚ノ棚、1810年ごろには魚町と呼ばれた。堺出身の堺屋秦与兵衛の店があったため堺丁、あるいはその他に撞木町、竹屋ノ浜とも呼ばれた。藩から許可を受けた専売商人の町で、武家向けの魚を売っていた。一方、町人向けの魚は新町の新魚町だった。
明治期には
- 稲田屋敷跡 - 現 1丁目。
- 賀島屋敷跡 - 現 2丁目（市役所周辺）・3丁目北部。昭和初期まで徳島県庁舎が置かれた。
- 塀裏町土手外 - 現 3丁目の大半、南内町3丁目・中洲町も含む
- 内魚町 - 現 2～3丁目の富田橋通り沿い。一部は現在の幸町外に広がる。

となった。
かつては東は寺島川に面していた。稲田屋敷と賀島屋敷の間に架かる渭津橋（のちの徳島橋）は、寺島側両岸を結び、江戸時代には徳島城の鷲の門に通じていた、交通の要所だった。1961年、寺島側は埋め立てられ徳島橋は撤去され、代わって、そのやや北に建設された幸町立体交差（国道192号が牟岐線をアンダーパス）が東西の交通路となった。同年9月の第2室戸台風の水害でこのアンダーパスは水没した。

## 施設

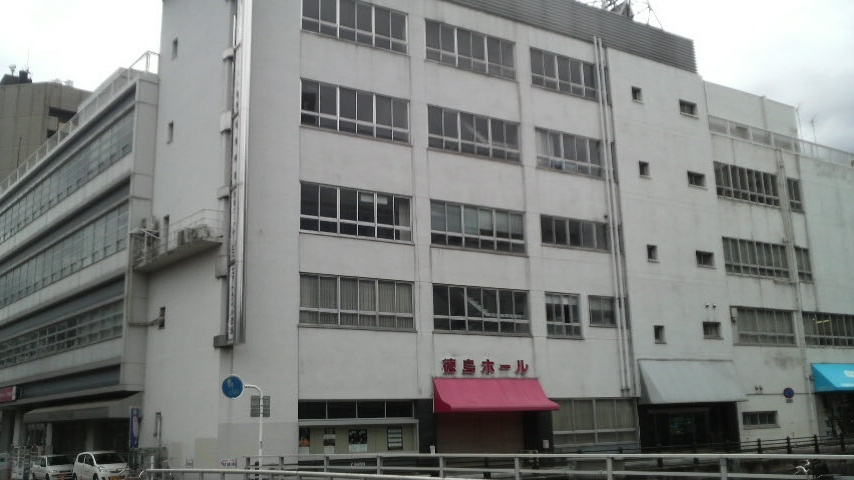
とくしまホール

### 公共施設
- 徳島市役所（徳島市上下水道局・徳島市教育委員会）
- 徳島市民活力開発センター
- 徳島ホール（徳島新聞放送会館別館）
- 徳島税務署
- 幸町会館
- 徳島県医師会
- 徳島市医師会

### 公園
- 幸町公園

### 教育
- 徳島市立内町幼稚園（2018年3月閉園）
- 信愛幼稚園

### 企業
- 徳島興発
- エアトラベル徳島
- エフエム徳島
- 岡田企画 (OKスポーツクラブ)
- スタッフクリエイト
- 電脳交通

### その他
- ホテル千秋閣
- 徳島市職員会館

## 交通

### 道路
一般国道
- 国道192号

### バス
徳島バス・徳島市営バス
- 徳島中央郵便局前